# ポール・インス
ポール・エマーソン・カーライル・インス（Paul Emerson Carlyle Ince, 1967年10月21日 - ）は、イングランド・イルフォード出身の元サッカー選手、サッカー指導者。元イングランド代表。ポジションはMF。

## 経歴
1986年、ウェストハム・ユナイテッドに入団し、1990年からはマンチェスター・ユナイテッドで中心選手の一人プレー、1992-93、1993-94、1994-95シーズンとリーグ3連覇を成し遂げた。特に1993－94シーズンにはリーグ戦8得点10アシスト、FAカップ決勝のチェルシー戦でもブライアン・マクレアーの得点を御膳立てして優勝する活躍を見せた。
1995年、インテルと移籍で合意したものの、妻がイタリア行きを嫌がっていたため、契約を破棄してマンチェスターユナイテッドに留まる可能性もあったが、インテルに加入。2シーズン、リーダーシップを発輝して中心選手としてプレーした。1996-97シーズンにはUEFAカップ決勝に進出した。チームメートと良好な関係を築き、インテルファンからの人気も得たが、試合では敵チームのファンから人種差別を受けることもあった。妻が母国への帰国を望んでいことから、僅か2シーズンでチームを去る決断をした。
1997年にリヴァプールへ移籍。多くの試合でキャプテンとしてプレーするなど2シーズンを過ごした。さらにミドルズブラでは盟友ポール・ガスコインとともにプレーした。
1992年9月9日のスペイン戦で代表デビューを飾ると、1993年にはイングランド代表史上初の黒人キャプテンとなった。1996年のユーロではグループリーグのスイス戦とオランダ戦でそれぞれアラン・シアラーのゴールを御膳立て、準決勝まで進出したがPK戦でドイツに敗れた。1998年ワールドカップフランス大会にも出場、グループリーグ初戦のチュニジア戦ではスコールズの得点をアシスト、決勝トーナメント1回戦でPK戦の末にアルゼンチンに敗れた。
2008-2009シーズン開幕前、ブラックバーン・ローヴァーズの監督に就任。インスはプレミアリーグで指揮を執るのに必要なUEFAプロライセンスを取得していないが、ブラックバーン・ローヴァーズ側の申請によりプレミアリーグ協会は、2年以内にライセンスを取得するのを前提に特例を認めていた。イングランド人の黒人監督がプレミアリーグのチームを率いるのは史上初めてのことであり、その躍進が期待されていたが、2008年12月16日、成績不振を理由にブラックバーン・ローヴァーズから解雇された。
息子はワトフォードに所属するトーマス・インス。

## 代表歴

### 出場大会
- イングランド代表
  - UEFA EURO '96
  - 1998 FIFAワールドカップ (ベスト16)
  - UEFA EURO 2000

### 試合数
- 国際Aマッチ 53試合 2得点（1992年-2000年）[7]

| イングランド代表 | 国際Aマッチ | 国際Aマッチ |
| 年               | 出場        | 得点        |
| ---------------- | ----------- | ----------- |
| 1992             | 3           | 0           |
| 1993             | 9           | 2           |
| 1994             | 3           | 0           |
| 1995             | 1           | 0           |
| 1996             | 10          | 0           |
| 1997             | 9           | 0           |
| 1998             | 9           | 0           |
| 1999             | 4           | 0           |
| 2000             | 5           | 0           |
| 通算             | 53          | 2           |

## タイトル

### クラブ
マンチェスター・ユナイテッド
- プレミアリーグ: 1992-93, 1993-94
- FAカップ: 1989-90, 1993-94
- リーグカップ: 1991-92
- チャリティーシールド: 1990, 1993, 1994
- UEFAカップウィナーズカップ: 1990-91
- UEFAスーパーカップ: 1991

### 個人
- プレミアリーグベストイレブン: 1992-93, 1993-94, 1994-95